# Elena Bondar
Elena Bondar (ur. 6 listopada 1958) – rumuńska wioślarka, brązowa medalistka olimpijska.

## Kariera
Wystąpiła na igrzyskach olimpijskich w Moskwie w 1980, gdzie osada Rumunii w składzie: Angelica Aposteanu, Marlena Predescu-Zagoni, Rodica Frîntu, Florica Bucur, Rodica Arba-Pușcatu, Ana Iliuță, Maria Constantinescu, Elena Bondar i Elena Dobrițoiu (sternik) zdobyła brązowy medal w ósemkach. W wyścigu finałowym uplasowały się o 2,31 sekundy za osadą NRD i o 1,34 sekundy za osadą ZSRR. Był to jej jedyny start olimpijski.
Ponadto wspólnie z Floricą Bucur, Luminatą Furcilą, Maricicą Țăran, Cristiną Onofrei, Marią Naghiu, Marianą Zaharią, Rodicą Frîntu i Eleną Dobrițoiu (sternik) wywalczyła również brąz w ósemkach na mistrzostwach świata w Monachium (1981). 